# Arșîciîn, Mlîniv
Arșîciîn (în ucraineană Аршичин) este un sat în comuna Horupan din raionul Mlîniv, regiunea Rivne, Ucraina.

## Demografie
Componența lingvistică a localității Arșîciîn
     Ucraineană (100%)
Conform recensământului din 2001, toată populația localității Arșîciîn era vorbitoare de ucraineană (100%).